# Agentura pro výzkum internetu
Agentura pro výzkum internetu (rusky Агентство интернет-исследований, Agentstvo internet-issledovanij; anglicky Internet Research Agency, zkracováno IRA) byla ruská firma sídlící v Petrohradu. V ruském internetovém slangu je známá též jako „Trollové z Olgina“ nebo „Kremlbots“. Zabývala se podvratnými aktivitami ve prospěch ruských obchodních a politických zájmů ve světě. Vytvořila falešné identity na hlavních sociálních sítích, jejichž prostřednictvím zadávala reklamu, organizovala diskusní skupiny i demonstrace, přispívala proruskými komentáři na on-line novinové stránky a poskytovala videohostingové služby. Roku 2015 zaměstnávala ve svém sídle v Petrohradu více než 1 000 lidí. Jejich aktivity odhalily ruské noviny Novaja gazeta roku 2013.

## Historie
V srpnu 2013 hledala firma internetové operátory inzerátem na sociálních sítích. Nabízela nadstandardní plat vyplácený každý týden, školení, individuální program, jídlo zdarma. Zaměstnavatel byl anonymní a zaměstnanci neobdrželi žádnou pracovní smlouvu. Předmětem jejich činnosti mělo být psaní komentářů na profilové internetové stránky a psaní tematických příspěvků na blogy a sociální sítě. Z původního sídla v přízemí domu ve staré čtvrti Olgino se roku 2014 IRA přestěhovala do čtyřpatrové budovy na Savuškinově ulici a provozovatelem se stala firma Internet Research Ltd. (Интернет исследования) oligarchy Jevgenije Prigožina, který tehdy měl blízké vztahy s prezidentem Vladimirem Putinem. Podle ruských médií se IRA přibližně na konci roku 2017 přestěhovala do obchodního centra Lachta-2 na ulici Optika, 4. Na bývalé adrese a pod stejným vedením nyní působí firma Glavset.

## Organizátoři
Ruská media identifikovala jako osobu odpovědnou za projekt IRA bývalého vedoucího Putinovy prezidentské kanceláře a v současnosti prvního náměstka prezidentské kanceláře odpovědného za nová media Vjačeslava Volodina. S ústředím v Olginu je úzce spojen příslušník mladé ruské politické generace Alexej Soskovec, jehož firma Neva Entertainment company se předtím věnovala organizaci různých společenských akcí pro petrohradskou radnici. Soskovec zajišťuje činnost petrohradského centra IRA a zároveň zakládá podobné pobočky v Moskvě a jiných ruských městech.
Jevgenij Prigožin řídil IRA prostřednictvím své firmy Concord Management and Consulting (Конкорд Менеджмент и Консалтинг). V USA čelí obvinění i další jeho firma Concord Catering, která zajišťovala catering pro Kreml. Z korespondence, kterou odhalili hackeři Anonymous International (Шалтай-Болтай, Šaltaj-Baltaj) vyplývá, že firma Concord přímo zadává úkoly trollům a dostává od nich výkazy činnosti. Od října 2014 je v nejvyšší řídící funkci IRA (CEO) další oligarcha Michail Bystrov, který předtím zastával funkci policejního náčelníka v moskevském okrsku Petrohradu.

## Činnost
V samotném centru IRA, které mělo roku 2013 měsíční rozpočet kolem 1 milionu dolarů, pracovalo přes 1 000 zaměstnanců a další pracovali z domova. Jejich skutečné IP adresy byly skryty pomocí proxy serveru. Bývalí zaměstnanci uvedli, že každý z operátorů na sociálních sítích měl alespoň 6 facebookových účtů, kam umísťoval nejméně tři zprávy denně a dvakrát za den se účastnil chatování ve skupině. Po měsíci měl vykázat alespoň 500 nových členů ve své skupině a získat alespoň pět komentářů každý den. Na Twitteru měl každý zaměstnanec spravovat 10 účtů s nejméně 2000 účastníky a 50 tweety denně. Bloggeři pracovali ve dvanáctihodinových směnách obden, s úkolem napsat alespoň 10 příspěvků minimálně o 750 znacích. Jeden z whistleblowerů uvedl, že s přesčasy a příplatky si mohl vydělat až 80 000 rublů měsíčně.
Žena, která byla v tomto centru dříve zaměstnána, popsala pro americký deník Washington Post atmosféru v IRA odkazem k románu George Orwella 1984: místo, kde černé je zaměňováno za bílé a naopak, produkce lží a falešných zpráv fungující na industriální bázi jako výrobní linka. Sama vytvořila tři falešné identity (jedna byla např. věštkyně Cantadora), jejichž jménem psala blogy na portálu LiveJournal.
Podobně pracují internetoví trollové např. také v Srbsku nebo Turecku.

### Témata domácích aktivit
- Podpora Vladimira Putina a Bašára al-Asada
- Kritika Alexeje Navalného a ruské opozice
- Falešné zprávy o zvěrstvech ukrajinské armády v Donbasu, pomluvy Petra Porošenka
- Po vraždě Borise Němcova celé oddělení IRA dostalo za úkol psát články obviňující z jeho smrti Ukrajince nebo ruskou opozici[9]

### Zahraniční působení
Internet Research Agency se dostala do širšího povědomí, když vyšlo najevo její ovlivňování prezidentské kampaně v USA, které následně vyšetřoval tým zvláštního rady Ministerstva spravedlnosti USA Roberta Muellera. Podle obvinění, vzneseného federální Velkou porotou USA 16. února 2018, jsou Internet Research Agency, dvě další ruské organizace a 13 ruských občanů stíháni za to, že škodili nebo bránili legální funkci americké vlády.
Internet Research Agency v USA již roku 2014 začala monitorovat sociální sítě a sbírala informace o aktivistických skupinách. Pak založila falešné adresy na sociálních sítích Facebook, Twitter, Instagram, YouTube a Tumblr, které měly působit dojmem, že se jedná o Američany. V USA zcizila jména skutečných občanů, čísla jejich sociálního pojištění, adresy a data narození aby založila PayPal účty a pak jejich jménem zadávala placenou inzerci.
Produkovala cíleně příspěvky, které měly pomoci rozdělit společnost a zpětně monitorovala dosah svého působení. Pod falešnou identitou vyhledávala aktivisty během Trumpovy prezidentské kampaně a nabízela koordinaci politických aktivit, organizovala pouliční protesty a vybízela k pouličním střetům. Například 21. května 2016 organizovala v Texasu souběžně dvě demonstrace pod hesly „Zastavte islamizaci Texasu“ (prostřednictvím organizace Heart of Texas s 250 000 příznivci) a „Zachraňte Islám“ (prostřednictvím organizace Spojení muslimové Ameriky s 300 000 příznivci). Kontaktovala místní vůdce menšin a nabádala Afroameričany aby ve volbách nehlasovali. Šířila poplašné hoaxy a pokoušela se vyvolat společenský chaos.
Firma Facebook uvedla, že v letech 2015–2017 u ní Internet Research Agency zadala celkem asi 80 000 reklamních sdělení, které se zobrazily 11 mil. uživatelů Facebooku a mohla se dostat až k polovině oprávněných voličů v USA. Twitter obešle e-mailem kolem 677 000 uživatelů, kteří během americké prezidentské kampaně reagovali na tweety vyprodukované ruskými trolly.
Již předtím ale Rusko prostřednictvím IRA aktivně zasahovalo do vnitropolitické situace na Ukrajině. V dubnu 2014 začala organizovaná on-line kampaň, která měla ovlivnit veřejné mínění v západních zemích ve prospěch Ruska v souvislosti s jeho vojenskou intervencí v Donbasu. Hackerům se podařilo odhalit dokumenty obsahující interní instrukce IRA pro psaní komentářů na oficiální webové stránky médií, mj. Fox News, The Huffington Post, TheBlaze, Politico, WorldNetDaily. Také polská verze časopisu Newsweek vyslovila podezření, že Rusko zaměstnává lidi, kteří jeho internetová vydání bombardují nepravdivými a proruskými příspěvky, zejména k tématům o Ukrajině. Ukrajinští uživatelé Facebooku si stěžují, že proti nim funguje organizovaný systém ruských robotů, které záměrně pracují na blokování stránek známých uživatelů ukrajinských sociálních sítí.
Investigativní web Bellingcat identifikoval Trolly z Olgina jako autory videa, v němž skupina maskovaných ozbrojenců pózujících jako Batalion Azov vyhrožuje Nizozemsku před organizováním referenda o asociační dohodě mezi EU a Ukrajinou.

### Vedení IRA v roce 2018[20]
- Jevgenij Viktorovič Prigožin – příjemce vládních zakázek, zprostředkuje financování IRA. Rovněž najímá žoldnéře pro zahraniční mise. Je zakladatelem prokremelské Federální tiskové agentury
- Michail Ivanovič Bystrov – generální ředitel (CEO) agentury IRA, rovněž ředitel krycí firmy Glavset na téže adrese jako IRA. Měl na starosti projekt Lachta, zaměřený na prezidentskou kampaň v USA
- Michail L. Burčik – výkonný ředitel odpovědný za plánování operací, infrastrukturu a personál, autor hoaxu o útoku IS a výbuchu chemické továrny v Louisianně roku 2014.[21]
- Anna V. Bogačeva – č. 3 ve vedení. Pracovala jako analytik dat pro překladatelský projekt, vlastník IT firmy IT Debugger. Je ředitelkou Federální tiskové kanceláře založené Prigožinem
- Olga Dzalba – finanční ředitelka IRA, odpovědná za „ukrajinský projekt“, mj. zřízení dezinformační agentury Kharkiv News Agency[4]
- Alexej Soskovec – personální ředitel odpovědný za najímání internetových specialistů.[4]
- Aleksandra Y. Krylova – operativec. Spolu s Bogačevou podnikla roku 2014 cestu do několika států USA aby sbírala informace. Nakupovala SIM karty, kamery a telefony na jedno použití
- Sergej P. Polozov – IT expert, zakladatel IT oddělení agentury. V USA nakupoval kapacitu serverů, které měly zakrýt, že operace budou vedeny z Ruska. V Rusku mu od roku 2013 patří softwarová firma Morkov, pro kterou najímá programátory
- Maria A. Bovda, Robert S. Bovda – překladatelé. Maria A. Bovda byla ředitelkou překladatelského projektu určeného pro anglicky mluvící účastníky sociálních sítí v USA
- Džejkun N. O. Aslanov – měl na starosti „americký projekt“. Generální ředitel firmy Azimut, přes kterou protékají finance pro IRA, ředitel Reputation Management Center
- Irina V. Kaverzina – operativec v „americkém projektu“, tvůrce falešných identit, inzerátů na Facebooku
- Vadim V. Podkopajev – analytik pro překlady v „americkém projektu“, navrhoval texty zpráv pro sociální sítě
- Gleb I. Vasilčenko – vedl dvě skupiny, které měly ovlivnit vnitropolitickou situaci v USA, včetně prezidentské volby. Zadával, monitoroval a aktualizoval zprávy na sociálních sítích pod falešnou identitou
- Vladimir Venkov – působil pod více falešnými identitami, účastník facebookové skupiny profesionálních marketingových specialistů

## Analýza
Internetový analytik Lawrence Alexander provedl důkladnou analýzu prokremelských twitterových účtů, které šířily falešné zprávy o smrti Borise Němcova (zpráva udávala, že ho zabili Ukrajinci). V tomto případě šlo o vzájemně propojenou síť 2 900 botů. Další zkoumání proběhlo na větším vzorku čtyř různých skupin, identifikovaných vždy podle opakování stejné fráze. Sloučení všech takto analyzovaných 17 590 účtů ukázalo, že na rozdíl od normálních twitterových účtů, které vytvářejí náhodné a vzájemně nepropojené shluky, vytvářejí prokremelské boty silně propojenou a integrovanou síť. Typickou vlastností těchto účtů vytvořených boty je, že 87 % z nich chybí časová zóna a 92 % nemá žádné twitterové favority (účty vytvořené skutečnými lidmi nemají favority pouze v 15 %).

## Obrana proti dezinformacím v EU
Evropské hlavy států a vlády se dohodly na potřebě aktivní sebeobrany proti dezinformační kampani Ruska v březnu 2015. Aktivním prosazováním politiky EU vůči východním partnerům a analýzou dezinformací se zabývá tým pro komunikaci – East Stratcom Task Force, který disponuje širokou sítí spolupracovníků a vydává týdenní souhrn Disinformation Review. V České republice byla ustavena zvláštní skupina při Ministerstvu vnitra – Centrum proti terorismu a hybridním hrozbám; kromě toho nevládní think tank Evropské hodnoty vydává pravidelný týdenní přehled v angličtině Kremlin Watch.
Fungování trollí farmy v ruském Petrohradu popsala detailně ve své reportáži reportérka finského veřejnoprávního rozhlasu a televize YLE Jessikka Aro. Zažila poté po pět let bezprecedentní mediální štvanici a výhrůžky smrtí. V obavách o svůj život se musela na čas uchýlit do exilu v cizině.